# Opus interrasile
Opus interrasile tehnika je izrade nakita razvijena u rimsko doba. Na hrvatskom bi je mogli nazvati radom na proboj. Popularnost je zadržala i u bizantskom zlatarstvu. Danas se smatra da je u tehničkom smislu postojalo barem 6 mogućih načina rada u ovoj tehnici.

## Vanjske poveznice
- http://www.langantiques.com/university/Opus_Interrasile